# Sophie Luise von Württemberg

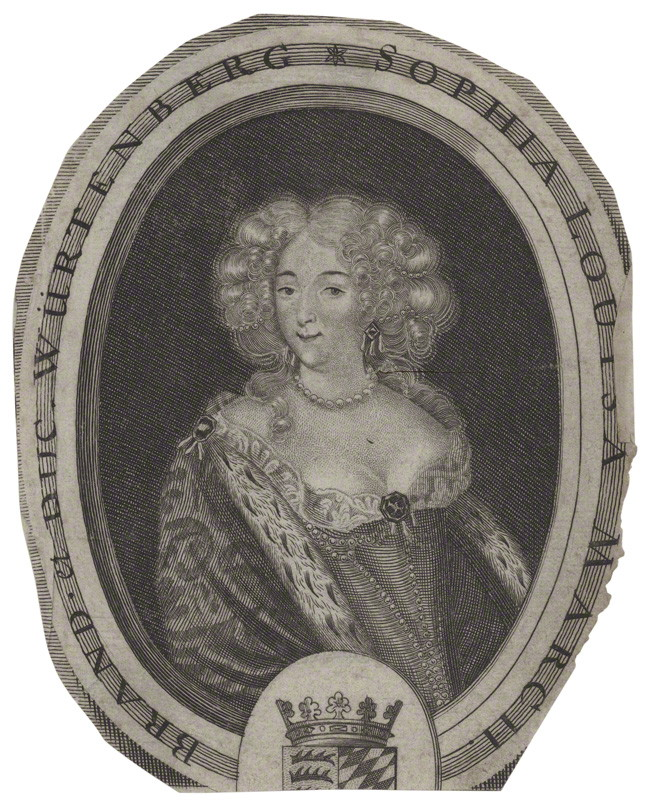
Sophie Luise von Württemberg

Sophie Luise von Württemberg (* 19. Februar 1642 in Stuttgart; † 3. Oktober 1702 in Bayreuth) war eine württembergische Prinzessin und durch Heirat Markgräfin von Brandenburg-Bayreuth.

## Leben
Sophie Luise wurde 1642 als Tochter von Herzog Eberhard III. von Württemberg und seiner Frau Anna von Salm-Kyrburg geboren. Sie hatte 13 Geschwister sowie 11 Halbgeschwister, die der zweiten Ehe ihres Vaters mit Maria Dorothea Sophie von Oettingen entstammten.
Am 8. Februar 1671 heiratete Sophie Luise in Stuttgart Markgraf Christian Ernst von Brandenburg-Bayreuth, dessen erste Frau Erdmuthe Sophie von Sachsen acht Monate zuvor kinderlos verstorben war. Mit 29 Jahren war die Braut vergleichsweise alt. Der Ehe entstammten sechs Kinder.
Sophie Luise und Christian Ernst hatten ein gutes Verhältnis, sie begleitete ihn auf Reisen und blieb stets in engem Briefkontakt, auch wenn er mit der kaiserlichen Armee im Feldlager war. Das Alte Schloss in Bayreuth wurde ihr zuliebe neu ausgestattet, um 1700 wurden zudem zwei neue Flügel angebaut.
Sophie Luise starb am 3. Oktober 1702 mit 60 Jahren in Bayreuth und wurde in der Bayreuther Stadtkirche beigesetzt.

## Ehe und Nachkommen
Aus ihrer Ehe mit Christian Ernst von Brandenburg-Bayreuth entstammten sechs Kinder:
- Christiane Eberhardine (1671–1727) ⚭ August II. von Polen und Sachsen
- Eleonore Magdalene (1673–1711) ⚭ Hermann Friedrich von Hohenzollern-Hechingen
- Claudia Eleonore Sophie (1675–1676)
- Charlotte Emilie (1677–1678)
- Georg Wilhelm (1678–1726), Markgraf von Brandenburg-Bayreuth ⚭ Sophia von Sachsen-Weißenfels
- Karl Ludwig (1679–1680)